# Szwadron Kawalerii KOP „Rokitno”

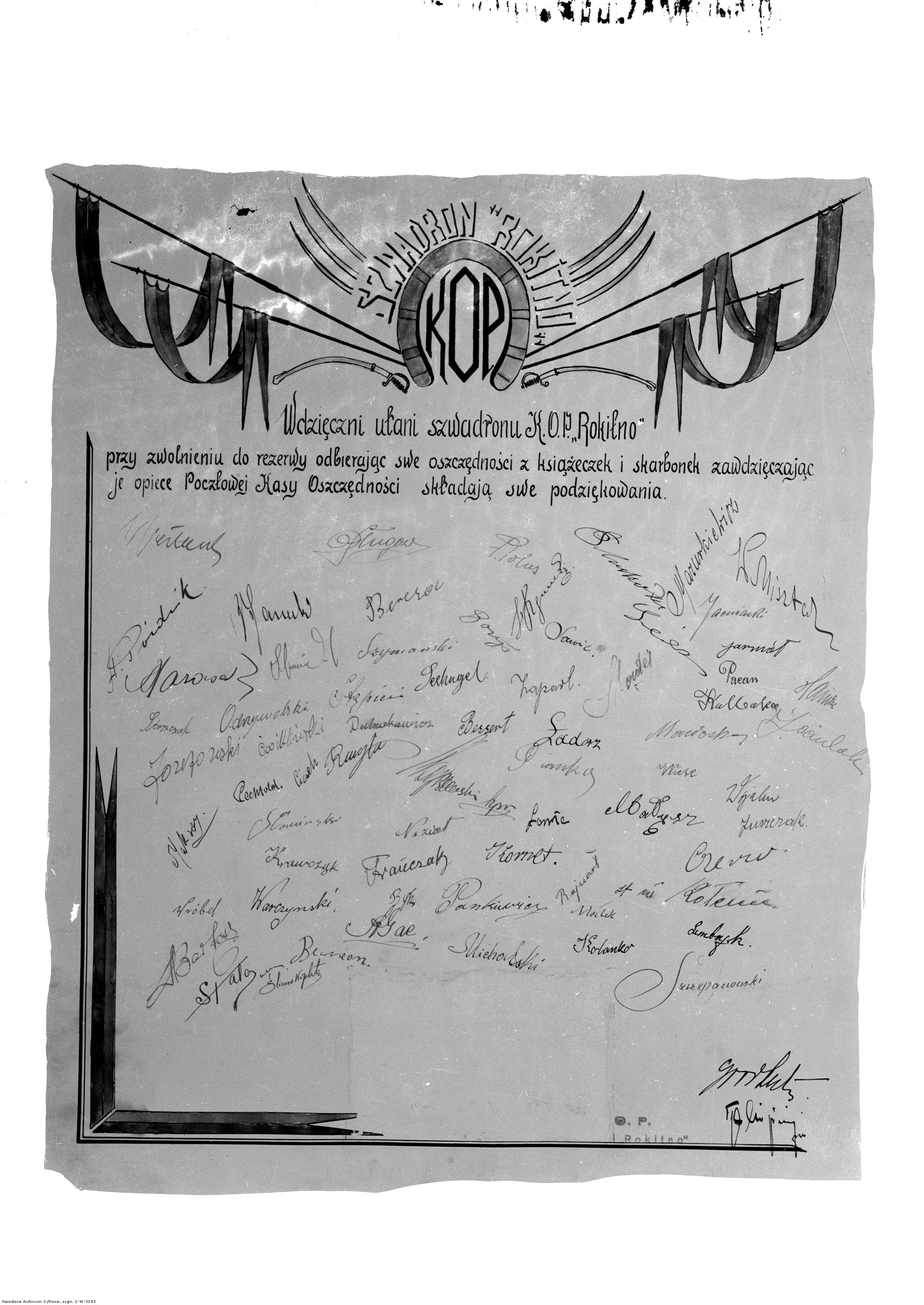
Podziękowanie ułanów szwadronu KOP „Rokitno” dla Pocztowej Kasy Oszczędności

Szwadron Kawalerii KOP „Rokitno” – pododdział kawalerii Korpusu Ochrony Pogranicza.

## Formowanie i zmiany organizacyjne
Na posiedzeniu Politycznego Komitetu Rady Ministrów, w dniach 21-22 sierpnia 1924, zapadła decyzja powołania Korpusu Wojskowej Straży Granicznej. 12 września 1924 Ministerstwo Spraw Wojskowych wydało rozkaz wykonawczy w sprawie utworzenia Korpusu Ochrony Pogranicza, a 17 września instrukcję określającą jego strukturę. W 1925, w składzie 5 Brygady Ochrony Pogranicza, rozpoczęto formowanie jednostki 17 szwadronu kawalerii. W skład szwadronu wchodzić miały cztery plutony liniowe i drużyna dowódcy szwadronu. Stany szwadronu były zbliżone do stanów szwadronów formowanych w 1924 . Jednostką formującą był 25 pułk ułanów .
Szwadron był podstawową jednostką taktyczną kawalerii KOP. Zadaniem szwadronu było prowadzenie działań pościgowych, patrolowanie terenu, w dzień i w nocy, na odległości nie mniejsze niż 30 km, a także utrzymywanie łączności między odwodami kompanijnymi, strażnicami i sąsiednimi oddziałami oraz eskortowanie i organizowanie posterunków pocztowych. Wymienione zadania szwadron realizował zarówno w strefie nadgranicznej, będącej strefą ścisłych działań KOP, jak również w pasie ochronnym sięgającym około 30 km w głąb kraju. Szwadron był też jednostką organizacyjną, wyszkoleniową, macierzystą i pododdziałem gospodarczym .
W lipcu 1929 zreorganizowano kawalerię KOP. Zorganizowano dwie grupy kawalerii. Podział na grupy uwarunkowany był potrzebami szkoleniowymi i zadaniami kawalerii KOP w planie „Wschód”. Szwadron wszedł w skład grupy południowej. Przyjęto też zasadę, że szwadrony przyjmą nazwę miejscowości będącej miejscem ich stacjonowania. Obok nazwy geograficznej, do 1931 stosowano również numer szwadronu.
W 1934(?)1932 dokonano kolejnego podziału szwadronów. Tym razem na trzy grupy inspekcyjne. Szwadron wszedł w skład grupy środkowej.
Jednostką administracyjną dla szwadronu był batalion KOP „Rokitno”. Konie w poszczególnych szwadronach dobierano według maści. W szwadronie „Iwieniec” konie były kasztany.
W 1938 nastąpiła reorganizacja podporządkowania i struktur kawalerii KOP. Szwadrony zakwalifikowano do odpowiednich typów jednostek w zależności od miejsca stacjonowania. Szwadron zakwalifikowano do grupy II. Organizacja szwadronu kawalerii na dzień 20 listopada 1938 przedstawiała się następująco: dowódca szwadronu, szef szwadronu, drużyna ckm, drużyna gospodarcza, patrol telefoniczny i dwa plutony liniowe po cztery sekcje, w tym sekcję rkm . Liczył 2 oficerów, 1 chorążego, 6 podoficerów zawodowych, 4 podoficerów nadterminowych i 72 ułanów. Na uzbrojeniu posiadał 2 ckm, 2 rkm, 73 karabinki, 76 szabel. Posiadał też 83 konie wierzchowe. Szwadron wchodził w skład pułku KOP „Sarny”.
W ramach mobilizacji częściowej zarządzonej 23 marca 1939, szwadron przegrupował się w rejon Wielunia, gdzie organizowany był ćwiczebny pułk kawalerii KOP podporządkowany dowódcy OK IV. W maju szwadron wszedł w skład 1 pułku kawalerii KOP jako jego 4 szwadron.

## Żołnierze szwadronu
Dowódcy szwadronu:
- mjr Edmund Wróblewski (1925)[26]
- rtm. Stanisław Marzecki (był w 1928)[27]
- rtm. Zdzisław Komarnicki (był w 1937)[27] ?
- rtm. Adam Bartosiewicz z 4 p.uł. (21 kwietnia 1937[27]  - 1939[24][25])

Obsada personalna 4 szwadronu 1 pkaw KOP:
- dowódca szwadronu – rtm. Adam Bartosiewicz
- dowódca I plutonu – por. Lucjan Woźniak z 11 p.uł.
- dowódca II plutonu – ppor. rez. Czesław Nosko z 23 p.uł.
- dowódca III plutonu – ppor. rez. Wojtkowiak
- szef szwadronu – st. wachm. Sienkiewicz